# Olof Aschberg
 (septembre 2009).
Si vous disposez d'ouvrages ou d'articles de référence ou si vous connaissez des sites web de qualité traitant du thème abordé ici, merci de compléter l'article en donnant les références utiles à sa vérifiabilité et en les liant à la section « Notes et références ».
Olof Aschberg, né le 22 juillet 1877 et mort le 21 avril 1960, est un banquier et homme d'affaires suédois.

## Biographie
D’origine juive. Il aida à financer les Bolcheviks en Russie avec sa banque, la Nya Banken. En signe de reconnaissance, le gouvernement bolchevique lui permit de faire des affaires avec l'Union soviétique pendant les années 1920. Aschberg prit la tête de la première banque de l'Union soviétique, la Ruskombank.
Dans les années 1930, Aschberg s'installa en France, où il aida à financer le Front populaire pendant la guerre civile espagnole. Lors de l'invasion de la France par l'Allemagne nazie en 1940, il s'enfuit avec sa famille aux États-Unis. Après la guerre, il retourna en Suède.